# Gespecialiseerde organisatie van de Verenigde Naties
Een gespecialiseerde organisatie van de Verenigde Naties is een internationale organisatie die is opgericht door middel van een verdrag tussen staten en verbonden is met de Verenigde Naties door middel van een overeenkomst met de Economische en Sociale Raad, die is goedgekeurd door de Algemene Vergadering. Het lidmaatschap van de Verenigde Naties valt niet samen met dat van een gespecialiseerde organisatie: VN-lidstaten zijn niet verplicht om lid te worden van een gespecialiseerde organisatie.

## Structuur
De Verenigde Naties maken deel uit van het VN-systeem, dat naast de VN zelf ook vele fondsen, programma's en gespecialiseerde agentschappen omvat, die elk hun eigen werkterrein, leiderschap en budget hebben. De programma's en fondsen worden gefinancierd door vrijwillige in plaats van door middel van beoordeelde bijdragen. De gespecialiseerde agentschappen zijn onafhankelijke internationale organisaties die worden gefinancierd door zowel vrijwillige als beoordeelde bijdragen. De VN coördineert haar werk met deze afzonderlijke VN-systeementiteiten, die samenwerken met de Organisatie om haar te helpen haar doelen te bereiken.

## Overzicht van gespecialiseerde organisaties van de Verenigde Naties
Er zijn zevenendertig gespecialiseerde organisaties, die verdeeld kunnen worden in vier groepen:
- Fondsen en programma's (6)
- Gespecialiseerde VN-agentschappen (15)

UNDP

- Andere entiteiten en lichamen (9)
- Gerelateerde organisaties (7)

### Fondsen en programma's

#### Verenigde Naties Ontwikkelingsprogramma
Hoofdkantoor: New York, Verenigde Staten

Het Verenigde Naties Ontwikkelingsprogramma (Engels: United Nations Development Programme, afgekort UNDP) werkt in bijna 170 landen en gebieden en helpt armoede uit te roeien, ongelijkheden te verminderen en veerkracht op te bouwen zodat landen vooruitgang kunnen boeken. Als ontwikkelingsagentschap van de VN speelt UNDP een cruciale rol bij het helpen van landen bij het bereiken van de duurzame ontwikkelingsdoelstellingen.
De volgende organisaties vallen onder UNDP:
- Verenigde Naties Kapitaalontwikkelingsfonds (Engels: United Nations Capital Developtment Fund, afgekort UNCDF)
- Verenigde Naties Vrijwilligers (Engels: United Nations Volunteers, afgekort UNV)

#### Verenigde Naties Milieuprogramma
Hoofdkantoor: Nairobi, Kenia

UNEP

Het Verenigde Naties Milieuprogramma (Engels: United Nations Environment Programme, afgekort UNEP), opgericht in 1972, is de stem voor het milieu binnen het systeem van de Verenigde Naties. UNEP fungeert als een katalysator, pleitbezorger, opvoeder en facilitator om het verstandige gebruik en de duurzame ontwikkeling van het wereldwijde milieu te bevorderen.

#### Verenigde Naties Bevolkingsfonds

UNFPA

Hoofdkantoor: New York, Verenigde Staten

Het Bevolkingsfonds van de Verenigde Naties (Engels: United Nations Population Fund, afgekort UNFPA) is het leidende VN-agentschap voor het leveren van een wereld waarin elke zwangerschap gewenst is, elke geboorte veilig is en het potentieel van elke jongere wordt vervuld.

#### Verenigde Naties Programma voor Menselijke Nederzettingen
Hoofdkantoor: Nairobi, Kenia

UNPF

De missie van het Verenigde Naties Programma voor Menselijke Nederzettingen (Engels: United Nations Human Settlements Programme, ook wel UN-HABITAT) is het bevorderen van sociaal en ecologisch duurzame ontwikkeling van menselijke nederzettingen en het bereiken van voldoende onderdak voor iedereen.

#### Verenigde Naties Kinderfonds

UNICEF

Hoofdkantoor: New York, Verenigde Staten

Het Verenigde Naties Kinderfonds (Engels: United Nations Children's Fund, afgekort UNICEF) werkt in 190 landen en gebieden om kinderlevens te redden, hun rechten te verdedigen en hen te helpen hun potentieel te benutten, van de vroege kindertijd tot de adolescentie.

#### Wereldvoedselprogramma
Hoofdkantoor: Rome, Italië

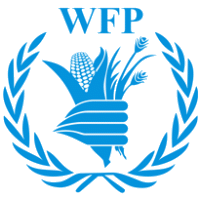
WFP

Het Wereldvoedselprogramma (Engels: World Food Programme, afgekort WFP) heeft als doel honger en ondervoeding uit te roeien. Het WFP, 's werelds grootste humanitaire organisatie, helpt elk jaar bijna 100 miljoen mensen in ongeveer 88 landen met hulp via voedsel- of contante uitkeringen en meer. Het Wereldvoedselprogramma kreeg in 2020 de Nobelprijs voor de Vrede.

### Gespecialiseerde VN-agentschappen

#### Voedsel- en Landbouworganisatie
Hoofdkantoor: Rome, Italië

FAO

De Voedsel- en Landbouworganisatie (Engels: Food and Agriculture Organization, afgekort FAO) is opgericht in 1945 en leidt internationale inspanningen om honger te bestrijden. Het is zowel een forum voor onderhandelingen over overeenkomsten tussen ontwikkelingslanden en ontwikkelde landen als een bron van technische kennis en informatie om ontwikkeling te helpen.

#### Internationale Burgerluchtvaartorganisatie
Hoofdkantoor: Montreal, Canada

ICAO

De Internationale Burgerluchtvaartorganisatie (Engels: International Civil Aviation Organization, afgekort ICAO) is opgericht in 1947 en heeft als doel de principes en standaarden voor de internationale luchtvaart op te stellen ter verbetering van het luchtverkeer. De ICAO werd op 7 april 1947 officieel opgericht uit een besluit van de Convention on International Civil Aviation, beter bekend als de Conventie van Chicago in november 1944. De, dankzij de Tweede Wereldoorlog, plotselinge vooruitgang in de luchtvaart toonde de behoefte aan internationale standaarden voor, en afspraken over luchtverkeer. De organisatie ontwikkelt normen voor het wereldwijde luchtvervoer en helpt haar 192 lidstaten bij het delen van het luchtruim van de wereld in hun sociaal-economisch voordeel.

#### Internationaal Fonds voor Landbouwontwikkeling
Hoofdkantoor: Rome, Italië

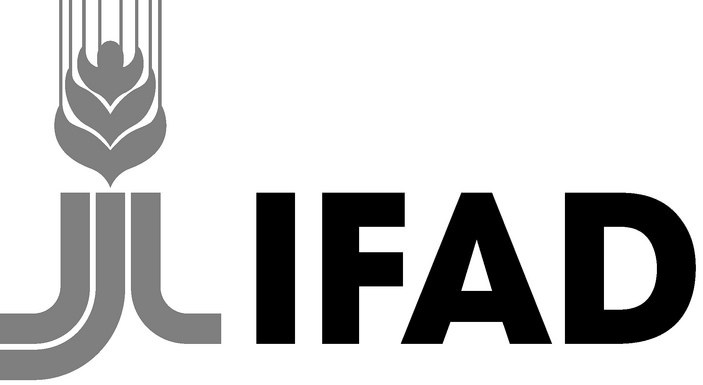
IFAD

Het Internationaal Fonds voor Landbouwontwikkeling (Engels: International Fund for Agricultural Development, afgekort IFAD) heeft zich sinds zijn oprichting in 1977 uitsluitend gericht op armoedebestrijding op het platteland en werkt samen met arme plattelandsbevolkingen in ontwikkelingslanden om armoede, honger en ondervoeding uit te bannen; hun productiviteit en inkomens te verhogen; en de kwaliteit van hun leven te verbeteren.

#### Internationale Arbeidsorganisatie
Hoofdkantoor: Genève, Zwitserland

De Internationale Arbeidsorganisatie (Engels: International Labour Organization, afgekort ILO) bevordert internationale arbeidsrechten door internationale normen te formuleren over de vrijheid om te associëren, collectieve onderhandelingen, de afschaffing van dwangarbeid en gelijke kansen en behandeling. Het is een gespecialiseerd agentschap en houdt zich bezig met arbeidsvraagstukken. De organisatie is opgericht in 1919 als uitvloeisel van de vredesonderhandelingen na de Eerste Wereldoorlog. Oorspronkelijk was het dan ook een agentschap van de Volkenbond. Na de ondergang van de Volkenbond als gevolg van het uitbreken van de Tweede Wereldoorlog werd de ILO een agentschap van de VN. Het huidige handvest van de Internationale Arbeidsorganisatie is vastgesteld in 1944 in de Verklaring van Philadelphia.

#### Internationaal Monetair Fonds
Hoofdkantoor: Washington, Verenigde Staten

Het Internationaal Monetair Fonds (Engels: International Monetary Fund, afgekort IMF) werkt aan duurzame groei en welvaart voor al zijn 190 lidstaten. Het doet dit door economisch beleid te ondersteunen dat financiële stabiliteit en monetaire samenwerking bevordert, die essentieel zijn om de productiviteit, het scheppen van banen en het economisch welzijn te verhogen. Het IMF wordt bestuurd door en legt verantwoording af aan zijn lidstaten.
Het IMF heeft drie cruciale missies: het bevorderen van internationale monetaire samenwerking, het aanmoedigen van de uitbreiding van handel en economische groei en het ontmoedigen van beleid dat de welvaart zou schaden. Om deze missies te vervullen, werken IMF-lidstaten samen met elkaar en met andere internationale organen.

#### Internationale Maritieme Organisatie

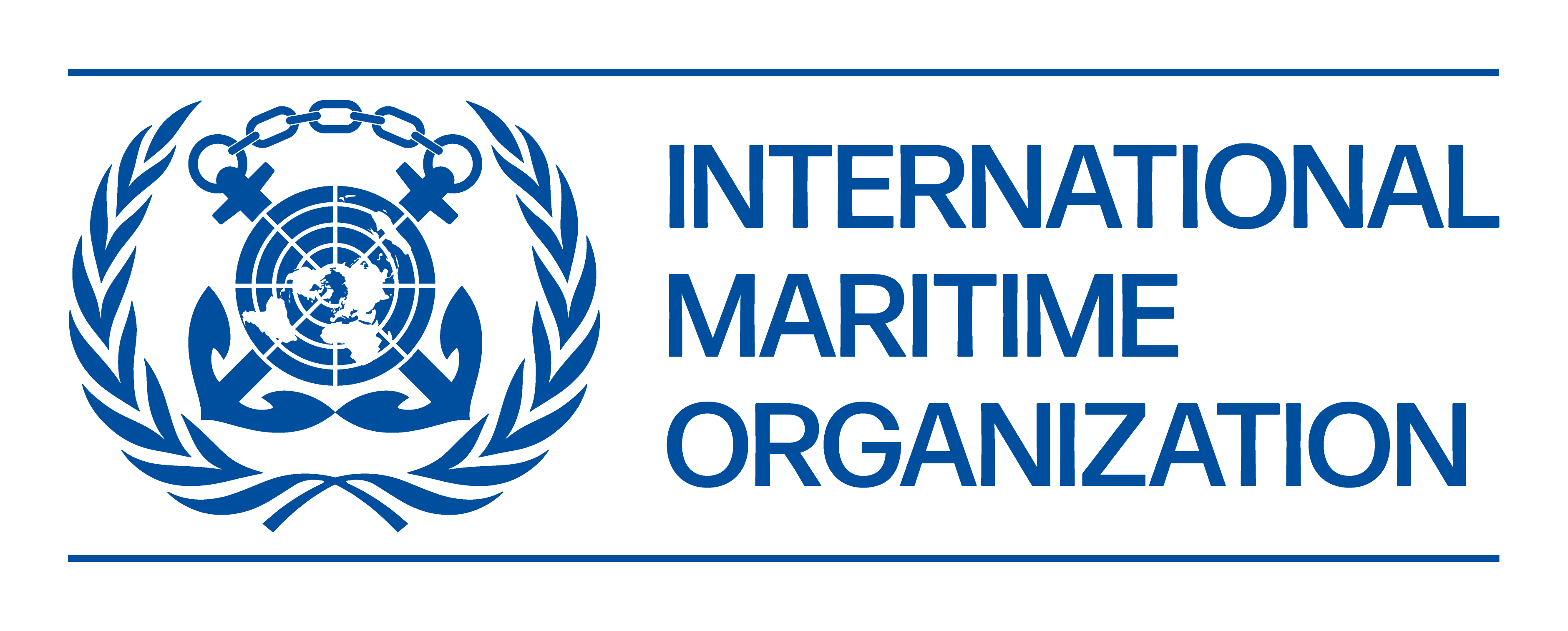
IMO

Hoofdkantoor: Londen, Verenigd Koninkrijk

De Internationale Maritieme Organisatie (Engels: International Maritime Organization, afgekort IMO) heeft een uitgebreid regelgevingskader voor de scheepvaart gecreëerd, dat zich bezighoudt met veiligheids- en milieukwesties, juridische kwesties, technische samenwerking, beveiliging en efficiëntie. 
Het is niet altijd een onderdeel van de Verenigde Naties geweest. Het concept van het IMO werd ontwikkeld na de ramp met de RMS Titanic.

#### Internationale Telecommunicatie-unie
Hoofdkantoor: Genève, Zwitserland

ITU

De Internationale Telecommunicatie-unie (Engels: International Telecommunication Union, afgekort ITU) is het gespecialiseerde agentschap van de Verenigde Naties voor informatie- en communicatietechnologieën. Het is toegewijd aan het verbinden van alle mensen van de wereld - waar ze ook wonen en wat hun middelen ook zijn. Door ons werk beschermen en ondersteunen we ieders fundamentele recht om te communiceren. De voornaamste taken zijn het standaardiseren, het toewijzen van het frequentiespectrum, en het vaststellen van de wijze waarop nationale telefoonnetwerken onderling moeten worden gekoppeld om internationaal telefoonverkeer mogelijk te maken.

#### Verenigde Naties Organisatie voor Onderwijs, Wetenschap & Cultuur
Hoofdkantoor: Parijs, Frankrijk

UNESCO

De Verenigde Naties Organisatie voor Onderwijs, Wetenschap en Cultuur (Engels: United Nations Educational, Scientific and Cultural Organization, afgekort UNESCO) op opgericht op 16 november 1945 en richt zich op alles, van lerarenopleiding tot het helpen verbeteren van het onderwijs wereldwijd tot het beschermen van belangrijke historische en culturele locaties over de hele wereld. 

#### Verenigde Naties Organisatie voor Industriële Ontwikkeling
Hoofdkantoor: Wenen, Oostenrijk

UNIDO

De VN-Organisatie voor industriële ontwikkeling (Engels: United Nations Industrial Development Organization, afgekort UNIDO) is het gespecialiseerde agentschap van de Verenigde Naties dat industriële ontwikkeling bevordert voor armoedebestrijding, inclusieve globalisering en ecologische duurzaamheid. De missie van de Organisatie voor Industriële Ontwikkeling van de Verenigde Naties, zoals beschreven in de Verklaring van Lima die is aangenomen tijdens de vijftiende zitting van de Algemene Conferentie van UNIDO in 2013, evenals de Verklaring van Abu Dhabi die is aangenomen tijdens de achttiende zitting van de Algemene Conferentie van UNIDO in 2019, is het bevorderen en versnellen van inclusieve en duurzame industriële ontwikkeling (Engels: inclusive and sustainable industrial development afgekort ISID) in de lidstaten.

#### Verenigde Naties Wereld Toerisme Organisatie
Hoofdkantoor: Madrid, Spanje

UNWTO

De Verenigde Naties Wereld Toerisme Organisatie (Engels: United Nations World Tourism Organization, afgekort UNWTO) is het agentschap van de Verenigde Naties dat verantwoordelijk is voor de bevordering van verantwoord, duurzaam en universeel toegankelijk toerisme.

#### Wereldpostunie
Hoofdkantoor: Bern, Zwitserland

UPU

De Wereldpostunie (Engels: Universal Postal Union, afgekort UPU; Frans: Union Postale Universelle) is het belangrijkste forum voor samenwerking tussen de actoren in de postsector. Het helpt om te zorgen voor een echt universeel netwerk van up-to-date producten en diensten.
De organisatie controleert de verschillende postovergangen tussen lidstaten en is ook verantwoordelijk voor het wereldwijd vertakte postnetwerk. Iedere lidstaat gaat dan ook akkoord met de regels voor het internationaal postverkeer. Het is de tweede oudste nog bestaande internationale organisatie, na de Internationale Telecommunicatie-unie.

#### Wereldgezondheidsorganisatie
Hoofdkantoor: Genève, Zwitserland

WHO

De Wereldgezondheidsorganisatie (Engels: World Health Organization, afgekort WHO) is op 7 april 1948 opgericht en is de leidende en coördinerende autoriteit op het gebied van internationale gezondheid binnen het systeem van de Verenigde Naties. Het doel van de WHO is het bereiken door alle volkeren van het hoogst mogelijke niveau van gezondheid. Gezondheid, zoals gedefinieerd in de who-grondwet, is een toestand van volledig fysiek, mentaal en sociaal welzijn en niet alleen de afwezigheid van ziekte of gebrek.

#### Wereldorganisatie Intellectuele Eigendom
Hoofdkantoor: Genève, Zwitserland

De Wereldorganisatie Intellectuele Eigendom (Engels: World Intellectual Property Organization, afgekort WIPO) beschermt intellectueel eigendom over de hele wereld door middel van 23 internationale verdragen. Sinds 1974 is de WIPO onderdeel van de Verenigde Naties.

#### Wereld Meteorologische Organisatie
Hoofdkantoor: Genève, Zwitserland

WMO

De Wereld Meteorologische Organisatie (Engels: World Meteorological Organization, afgekort WMO) is opgericht in 1951 en faciliteert de vrije internationale uitwisseling van meteorologische gegevens en informatie en de bevordering van het gebruik ervan in onder andere de luchtvaart, scheepvaart, veiligheid en landbouw.

#### Wereldbank

World Bank

Hoofdkantoor: Washington, Verenigde Staten

De Wereldbank (Engels: World Bank) richt zich op armoedebestrijding en de verbetering van de levensstandaard wereldwijd door het verstrekken van leningen met lage rente, renteloos krediet en subsidies aan ontwikkelingslanden voor onder andere onderwijs, gezondheid, infrastructuur en communicatie. De Wereldbank werkt in meer dan 100 landen.
- Internationale Bank voor Wederopbouw en Ontwikkeling (IBRD)
- Internationaal Centrum voor de Beslechting van Investeringsgeschillen (ICSID) (*
- Internationale Ontwikkelingsassociatie (IDA)
- Internationale Financiële Onderneming (IFC)
- Multilateraal Investeringsgarantiebureau (MIGA) (*

(* Internationaal Centrum voor de Beslechting van Investeringsgeschillen (ICSID) en Multilateraal Investeringsgarantiebureau (MIGA) zijn geen gespecialiseerde agentschappen in overeenstemming met de artikelen 57 en 63 van het Handvest, maar maken deel uit van de Wereldbankgroep.
De Wereldbank is een organisatie die, net als het Internationaal Monetair Fonds (IMF), na de Tweede Wereldoorlog (27 december 1945) werd opgericht in het kader van het Marshallplan. Het is een internationale organisatie die leningen, giften en technische ondersteuning biedt om ontwikkelingslanden te helpen hun armoedebestrijdingsplannen uit te voeren. De financiële steun van de Wereldbank kan worden gebruikt voor veel verschillende zaken, van structurele hervormingen van de gezondheids- en onderwijssector van een land, tot milieu- en infrastructuurprojecten zoals dammen, wegen en nationale parken.

### Andere entiteiten en lichamen

#### Verenigde Naties HIV/AIDS Programma
Hoofdkantoor: Genève, Zwitserland

UNAIDS

Het UNAIDS (Engels: Joint United Nations Programme on HIV/AIDS, afgekort UNAIDS) leidt en inspireert de wereld om zijn gedeelde visie van nul nieuwe HIV-infecties, nul discriminatie en nul AIDS-gerelateerde sterfgevallen te bereiken. UNAIDS verenigt de inspanningen van 11 VN-organisaties - UNHCR, UNICEF, WFP, UNDP, UNFPA, UNODC, UN Women, ILO, UNESCO, WHO en de Wereldbank - en werkt nauw samen met wereldwijde en nationale partners om de AIDS-epidemie tegen 2030 te beëindigen als onderdeel van de Duurzame Ontwikkelingsdoelstellingen.

#### Verenigde Naties Hoge Commissaris voor de Vluchtelingen
Hoofdkantoor: Genève, Zwitserland

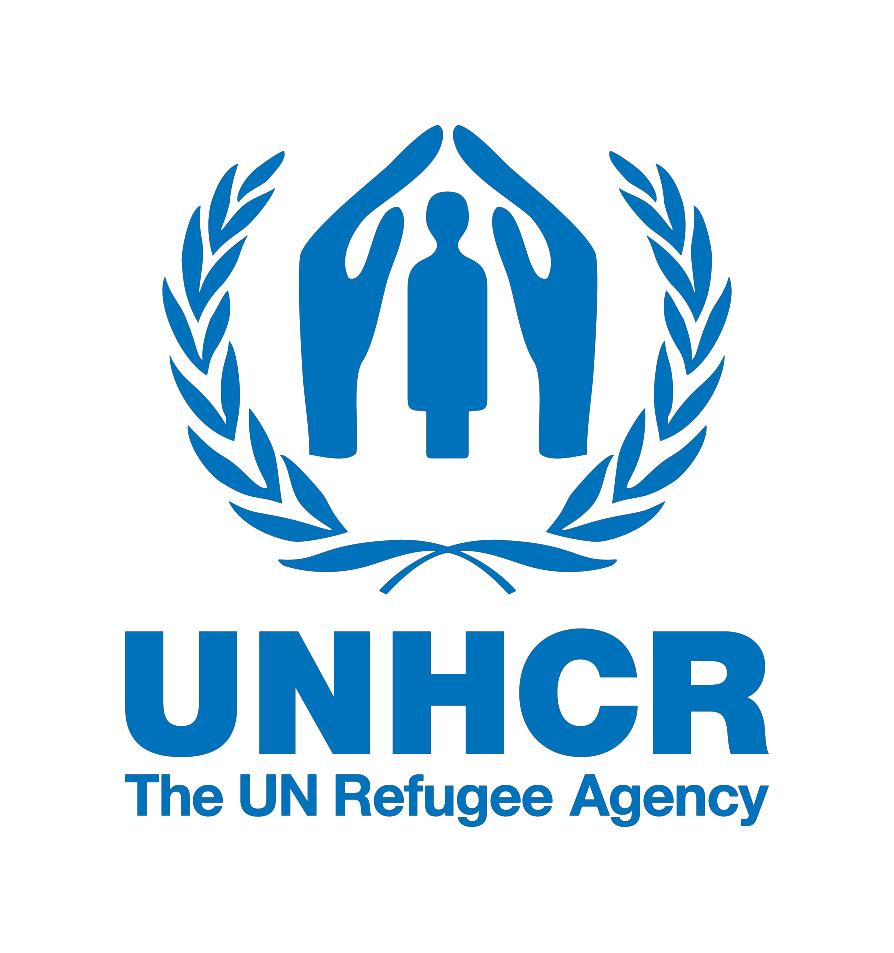
UNHCR

De Hoog Commissariaat voor de Vluchtelingen (Engels: United Nations High Commissioner for Refugees, afgekort UNHCR) beschermt vluchtelingen wereldwijd en vergemakkelijkt hun terugkeer naar huis of hervestiging.

#### Verenigde Naties Instituut voor Ontwapeningsonderzoek
Hoofdkantoor: Genève, Zwitserland

Het VN-Instituut voor Ontwapeningsonderzoek (Engels: United Nations Institute for Disarmament Research, afgekort UNIDIR) is een vrijwillig gefinancierd autonoom instituut binnen de Verenigde Naties. Als onpartijdige actor genereert het Instituut ideeën en bevordert het actie op het gebied van ontwapening en veiligheid. UNIDIR brengt staten, internationale organisaties, het maatschappelijk middenveld, de particuliere sector en de academische wereld samen om samen te werken - internationaal, regionaal en lokaal - om creatieve oplossingen te bouwen en te implementeren die alle staten en volkeren ten goede zullen komen.

#### Verenigde Naties Instituut voor Training en Onderzoek
Hoofdkantoor: Genève, Zwitserland

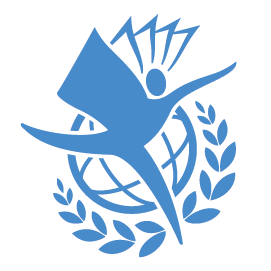
UNITAR

Het Verenigde Naties Instituut voor Training en Onderzoek (Engels: United Nations Institute for Training and Research, afgekort UNITAR), een autonoom VN-orgaan dat in 1963 is opgericht, is een trainingstak van het Systeem van de Verenigde Naties en heeft het mandaat om de effectiviteit van de VN te vergroten door middel van diplomatieke training en om de impact van nationale acties te vergroten door middel van publieke bewustmaking, opleiding en training van overheidsfunctionarissen.

#### Verenigde Naties Kantoor voor Projectdiensten

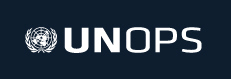
UNOPS

Hoofdkantoor: Kopenhagen, Denemarken

De missie van het Verenigde Naties Kantoor voor Projectdiensten (Engels: United Nations Office for Project Services, afgekort UNOPS) is om mensen te helpen een beter leven op te bouwen en landen te helpen vrede en duurzame ontwikkeling te bereiken. UNOPS helpt de VN, overheden en andere partners om projecten te beheren en duurzame infrastructuur en inkoop op een efficiënte manier te leveren.

#### Verenigde Naties Agentschap voor Hulp aan Palestijnse Vluchtelingen
Hoofdkantoor: Amman, Jordanië

De Verenigde Naties Agentschap voor Hulp aan Palestijnse Vluchtelingen (Engels: United Nations Relief and Works Agency for Palestine Refugees in the Near East, afgekort UNRWA) heeft bijgedragen aan het welzijn en de menselijke ontwikkeling van vier generaties Palestijnse vluchtelingen. De diensten omvatten onderwijs, gezondheidszorg, hulp en sociale diensten, kampinfrastructuur en -verbetering, microfinanciering en noodhulp, ook in tijden van gewapend conflict. Het rapporteert alleen aan de Algemene Vergadering van de VN.

#### United Nations System Staff College
Hoofdkantoor: Turijn, Italië

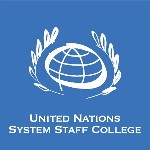
UNSSC

Het United Nations System Staff College (UNSSC) faciliteert de training van VN-personeel. Het ontwerpt en levert leerprogramma's en helpt de Verenigde Naties effectiever te worden door een gemeenschappelijke leiderschaps- en managementcultuur in het hele systeem te bevorderen.

#### Verenigde Naties Universiteit
Hoofdkantoor: Tokio, Japan

UNU

De Verenigde Naties Universiteit (Engels: United Nations University, afgekort UNU) werd opgericht door de Algemene Vergadering van de VN met het mandaat om "onderzoek te doen naar de dringende mondiale problemen van menselijk overleven, ontwikkeling en welzijn." Tegenwoordig bestaat de universiteit uit 14 onderzoeks- en opleidingsinstituten in 12 landen. Als denktank van het VN-systeem voorziet UNU beleidsmakers van hoogwaardig, evidence-based onderzoek en pragmatisch advies.

#### Verenigde Naties Vrouwen

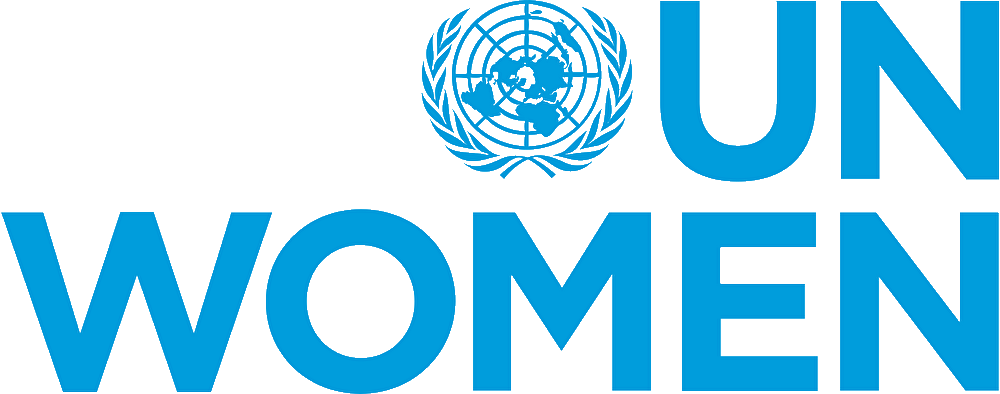
UNWOMEN

Hoofdkantoor: New York, Verenigde Staten

Verenigde Naties Vrouwen (Engels: United Nations Women, afgekort UN-WOMEN) combineert en bouwt voort op het belangrijke werk van vier voorheen verschillende delen van het VN-systeem, die zich uitsluitend richten op gendergelijkheid en empowerment van vrouwen.

### Gerelateerde organisaties

#### Voorbereidende Commissie voor de Verdragsorganisatie voor een alomvattend kernstopverdrag
Hoofdkantoor: Wenen, Oostenrijk

CTBTO

De Voorbereidende Commissie voor de Verdragsorganisatie voor een alomvattend kernstopverdrag (Engels: Preparatory Commission for the Comprehensive Nuclear-Test-Ban Treaty Organization, afgekort CTBTO) bevordert het alomvattend kernstopverdrag (dat nog niet van kracht is) en de opbouw van de verificatieregeling zodat deze operationeel is wanneer het verdrag in werking treedt. Het verdrag verbiedt kernexplosies door iedereen, overal: op het aardoppervlak, in de atmosfeer, onder water en ondergronds.

#### Internationaal Atoomenergieagentschap
Hoofdkantoor: Wenen, Oostenrijk

IAEA

Het Internationaal Atoomenergieagentschap (Engels: International Atomic Energy Agency, afgekort IAEA) is een intergouvernementeel forum voor wetenschappelijke en technische samenwerking op het gebied van nucleaire technologie en het vreedzaam gebruik daarvan. Het IAEA is opgericht in 1957 op voorstel van de Amerikaanse president Dwight D. Eisenhower, na zijn Atomen voor Vrede-toespraak, in 1953 voor de Algemene Vergadering van de Verenigde Naties, waarin hij pleitte voor een internationaal lichaam om atoomenergie te onderzoeken en ontwikkelen. Tegenwoordig zijn 136 landen lid van het IAEA.

#### Internationale Organisatie voor Migratie
Hoofdkantoor: Genève, Zwitserland

De Internationale Organisatie voor Migratie (Engels: International Organization for Migration, afgekort IOM) werkt aan een ordelijk en humaan beheer van migratie, aan het bevorderen van internationale samenwerking op het gebied van migratiekwesties, aan het zoeken naar praktische oplossingen voor migratieproblemen en aan het verlenen van humanitaire hulp aan migranten in nood, waaronder vluchtelingen en intern ontheemden.

#### Internationaal Handelscentrum
Hoofdkantoor: Genève, Zwitserland

ITC

Het Internationaal Handelscentrum (Engels: International Trade Centre, afgekort ITC) is het enige ontwikkelingsagentschap dat zich volledig toelegt op het ondersteunen van de internationalisering van kleine en middelgrote ondernemingen (KMO's). De ITC, opgericht in 1964, is het gezamenlijke agentschap van de Wereldhandelsorganisatie en de Verenigde Naties.

#### Organisatie voor het Verbod op Chemische Wapens
Hoofdkantoor: Den Haag, Nederland

De Organisatie voor het Verbod op Chemische Wapens (Engels: Organization for the Prohibition of Chemical Weapons, afgekort OPCW) is het uitvoeringsorgaan van het Verdrag inzake chemische wapens (CWC), dat in 1997 in werking is getreden. De OPCW-lidstaten werken samen om te komen tot een wereld zonder chemische wapens.

#### Verenigde Naties inzake Klimaatverandering
Hoofdkantoor: Bonn, Duitsland

UNFCCC

Het UNFCCC-secretariaat (UN Climate Change) werd opgericht in 1992 toen landen het Raamverdrag van de Verenigde Naties inzake Klimaatverandering (Engels: United Nations Framework Convention on Climate Change, afgekort UNFCCC) aannamen. Met de daaropvolgende goedkeuring van het Protocol van Kyoto in 1997 en het Akkoord van Parijs in 2015 hebben de partijen bij deze drie overeenkomsten geleidelijk de rol van het secretariaat bevestigd als de entiteit van de Verenigde Naties die belast is met het ondersteunen van de wereldwijde reactie op de dreiging van klimaatverandering.

#### Wereldhandelsorganisatie
Hoofdkantoor: Genève, Zwitserland

WTO

De Wereldhandelsorganisatie (Engels: World Trade Organization, afgekort WTO) is een forum voor regeringen om te onderhandelen over handelsovereenkomsten en een plaats waar de regeringen van de lidstaten proberen de handelsproblemen waarmee ze worden geconfronteerd met elkaar op te lossen.
Algemene Vergadering · Veiligheidsraad · Economische en Sociale Raad · Secretariaat van de Verenigde Naties · Internationaal Gerechtshof · Trustschapsraad